# Bolhás
Bolhás egy község Somogy vármegyében, a Nagyatádi járásban.

## Fekvése
A Dombóvár–Gyékényes-vasútvonal mellett található, közúton zsákfalu.

## Története
Bolhást már a 14. században említették írásban, ekkor nevét Villa Bolhas alakban írták, ekkor a segesdi királynéi birtokhoz tartozott (amire a címer alsó részén található liliomos arany korona is utal), később Mátyás király birtokába került. 1533-ban készült a község harangja, amely később a föld alá ásva vészelte át a történelem viszontagságait, majd egy földmunka során előkerült, és a Somogy Megyei Múzeumok Igazgatóságának épületébe vitték megőrzésre. A település a török megszállás idején elnéptelenedett. Lakói ekkor az erdőkbe húzódva kerestek maguknak menedéket, majd a törökök kiűzése után visszatelepültek, de a 18. század elején ismét elhagyták a települést. Bolhás 1721-ben népesült be újra.
Az 1830-as években Tallián Ignác, akinek családja már a 17. század óta birtokolta a falut, vidéki udvarházat építtetett Bolháson. A református templom 1853-ban épült, a katolikus kápolnát a rajta elhelyezett tábla szerint 1864-ben építtette gróf Zichy Anna. Ugyanebben a században a Somssich család gőzmalmot is működtetett a faluban, amelynek része volt Imre-major, Júliafalva-major, Richárd-major és a középkorban nagy jelentőségű Szentlászló faluból kialakult puszta is. Ennek közelében állt régebben az Alma nevű földvár és a Szent László-monostor is.
A térség más településeinek jelentős fejlődést hozó, 1872-ben megnyílt Dombóvár–Zákány-vasútvonal érintette ugyan Bolhást is, de megállója nem volt, az csak az 1930-as évek után létesült. Ekkor több mint 1000-en éltek a településen. Később kiépítették a szennyvízelvezető-rendszert is.

## Közélete

### Polgármesterei
- 1990–1994: Kővári Jenő (független)[4]
- 1994–1998: Kővári Jenő (független)[5]
- 1998–2002: Galba Mihály (független)[6]
- 2002–2006: Galba Mihály (független)[7]
- 2006–2010: Galba Mihály (független)[8]
- 2010–2014: Galba Mihály (független)[9]
- 2014–2019: Galba Mihály László (független)[10]
- 2019–2024: Szabó Bence László (független)[11]
- 2024– : Szabó Bence László (Fidesz-KDNP)[1]

## Népesség
A település népességének változása:
| Lakosok száma | 436  | 437  | 431  | 384  | 383  | 377  | 378  |
|               | 2013 | 2014 | 2015 | 2021 | 2022 | 2023 | 2024 |

A 2011-es népszámlálás során a lakosok 97,6%-a magyarnak, 10,2% cigánynak, 0,2% németnek mondta magát (2,2% nem nyilatkozott; a kettős identitások miatt a végösszeg nagyobb lehet 100%-nál). A vallási megoszlás a következő volt: római katolikus 73,8%, református 12,6%, evangélikus 0,5%, felekezet nélküli 10% (3,2% nem nyilatkozott).
2022-ben a lakosság 93,5%-a vallotta magát magyarnak, 3,7% cigánynak, 1% németnek, 0,5% egyéb, nem hazai nemzetiségűnek (6,3% nem nyilatkozott; a kettős identitások miatt a végösszeg nagyobb lehet 100%-nál). Vallásuk szerint 45,7% volt római katolikus, 8,9% református, 0,3% görög katolikus, 0,5% egyéb keresztény, 2,6% egyéb katolikus, 2,1% felekezeten kívüli (39,7% nem válaszolt).

## Nevezetességei
A település egyetlen műemléke a Tallián-kúria, de emellett jelentős értéket képvisel még a hozzá tartozó katolikus kápolna, a református templom, a parókia, néhány régi lakó- és gazdasági épület, valamint egy 88 éves, faragott szőlőfürtökkel díszített kőkereszt.

## Képek

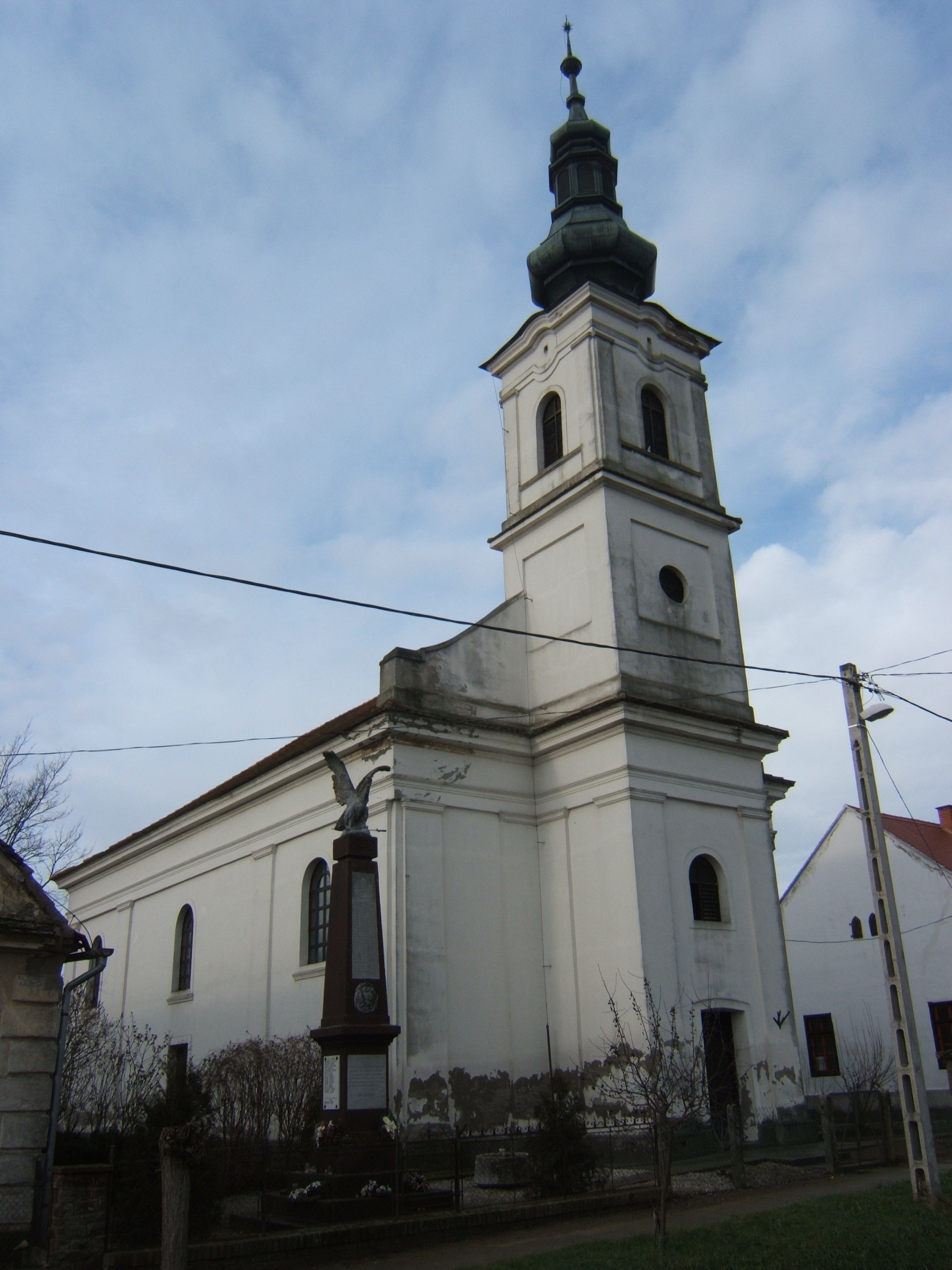
A falu temploma
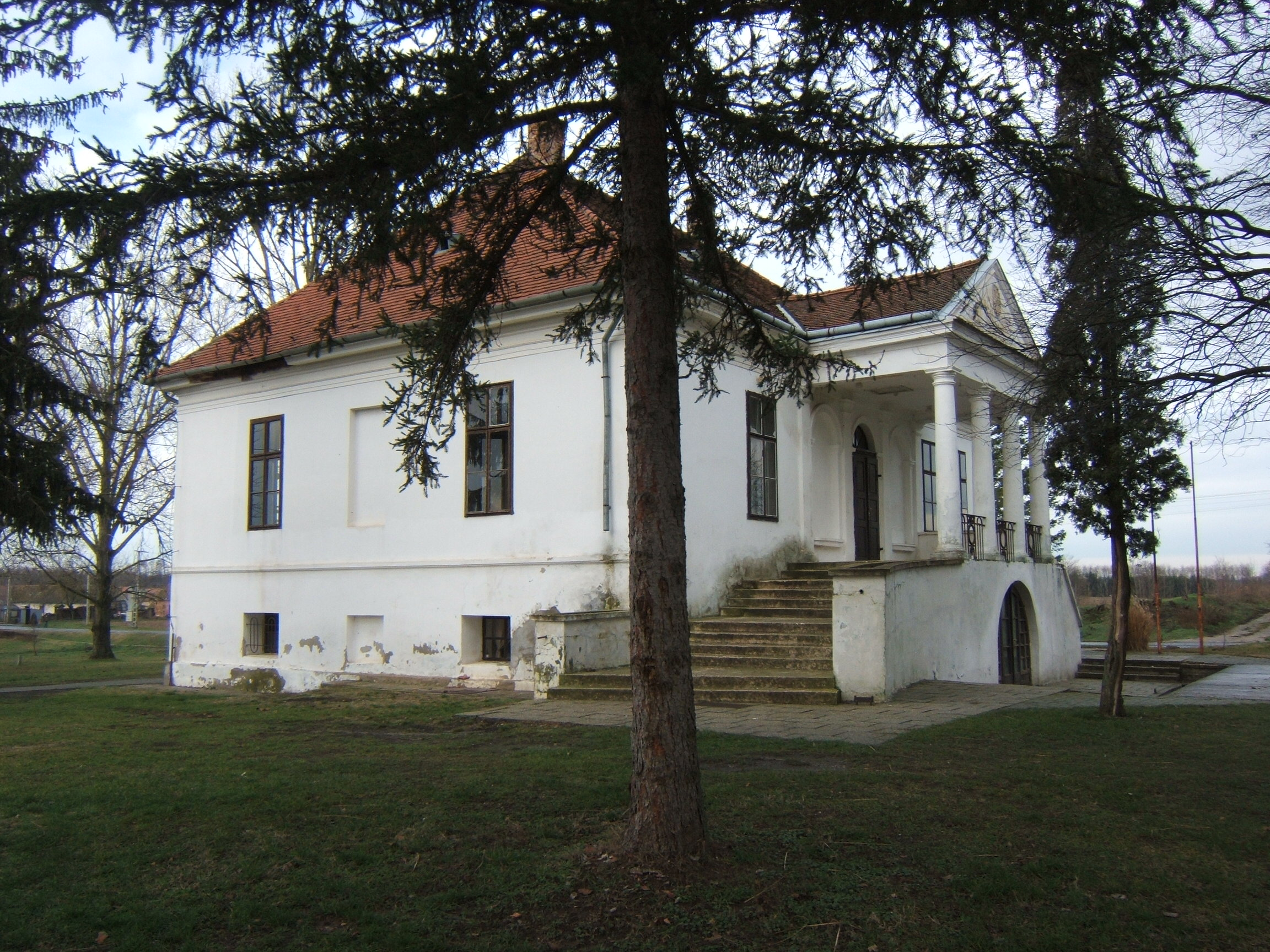
A Tallián-kúria
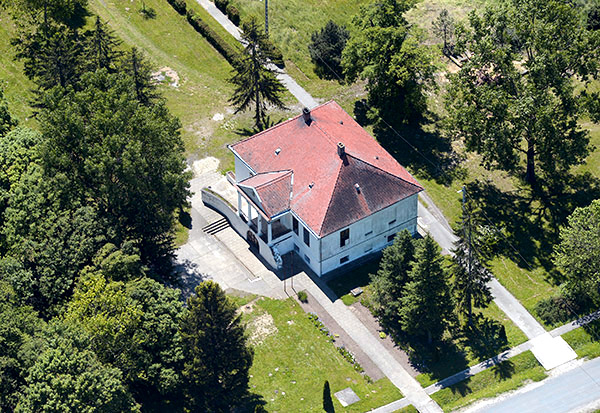
A kúria
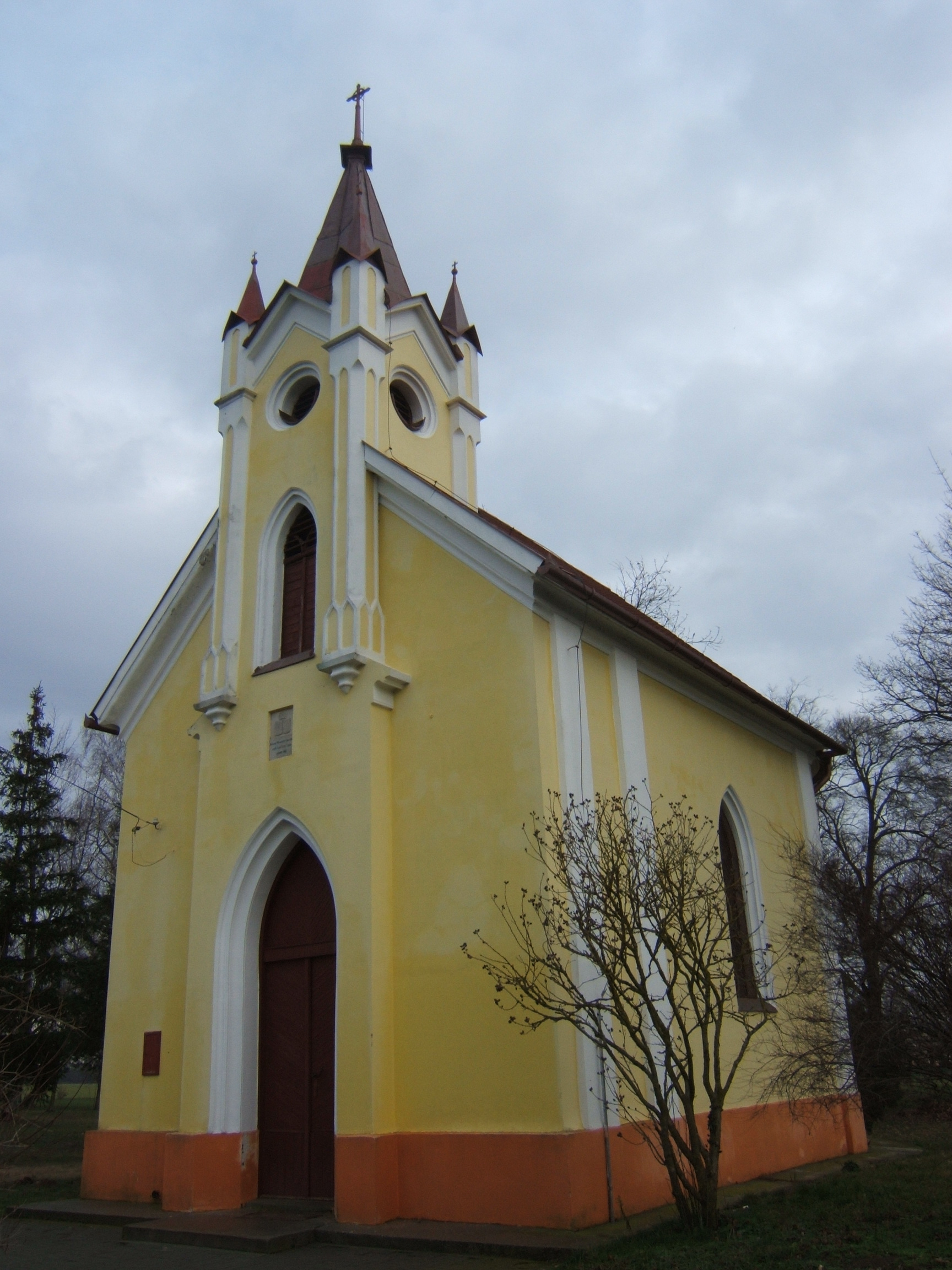
Az 1864-ben épült kápolna
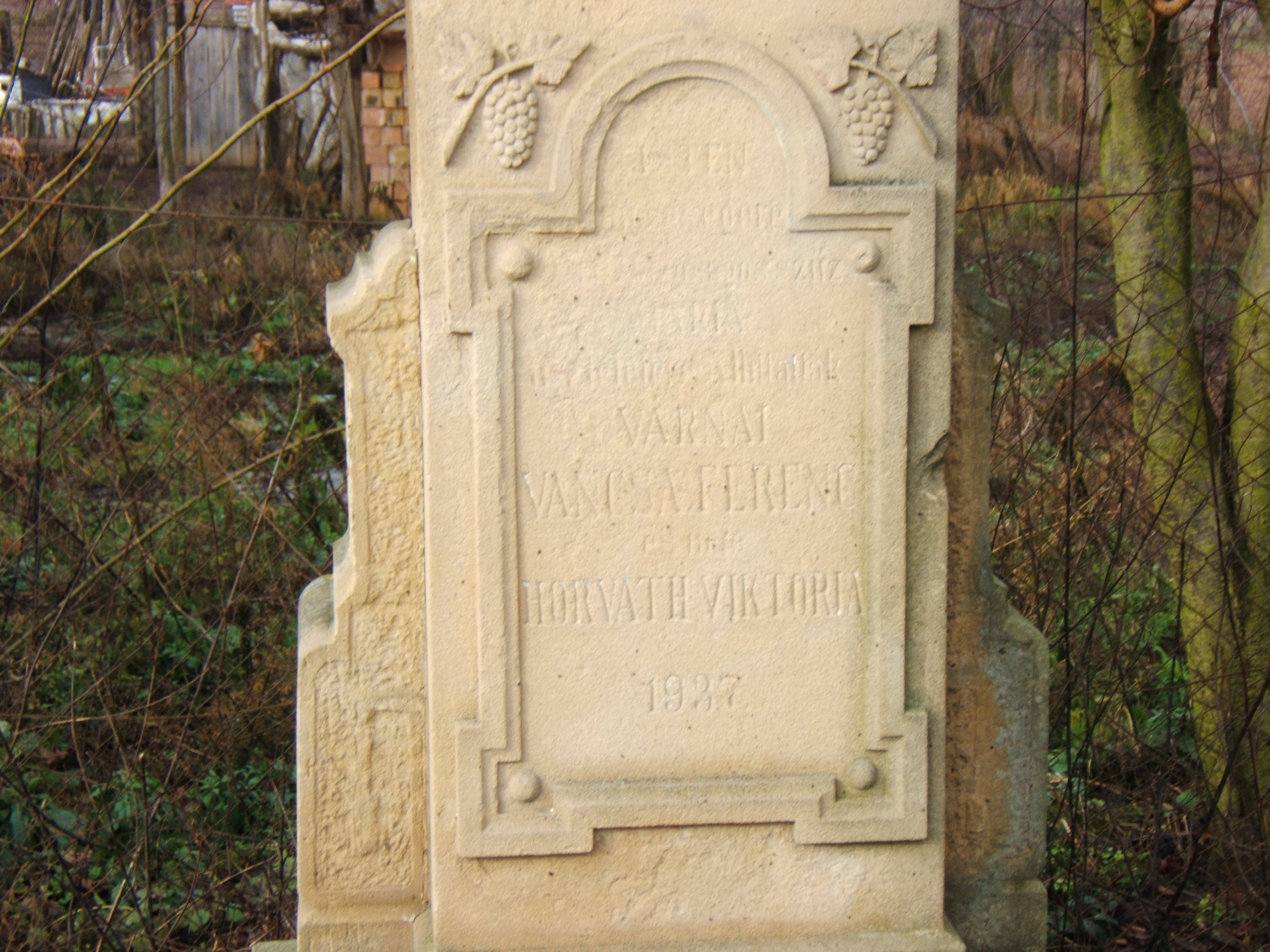
Szőlőfürtös díszítésű kereszttalapzat (1937)